# Islam politique

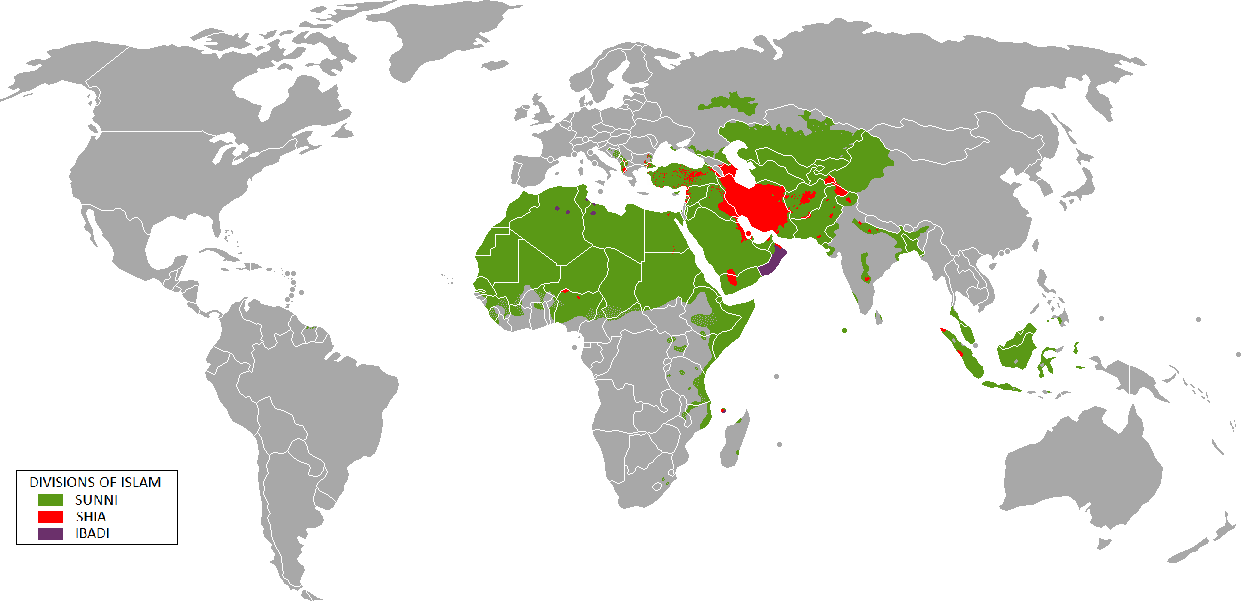
Les différents courants de l'islam dans le monde.

L'islam politique est un nom générique pour désigner l'ensemble des courants idéologiques qui visent à l'instauration d'un État fondé sur les principes de l'islam, que ce soit à l'échelle d'un pays ou à celle de la communauté musulmane (oumma) tout entière.
En règle générale, il s'agit d'un synonyme d'islamisme, ce dernier terme insistant plus sur la caractérisation politique de ces mouvements que sur leur aspect proprement religieux.

## Afrique

### Algérie
- Front islamique du salut

### Égypte
- Frères musulmans

### Soudan
- Parti Oumma

### Tunisie
- Ennahdha
- Hizb ut-Tahrir (Tunisie)

## Asie

### Bangladesh
- Bangladesh Jamaat-e-Islami

### Jordanie
- Hizb ut-Tahrir (actif aussi au Turkménistan, en Ouzbékistan et au Kazakhstan)

### Pakistan
- Muttahida Majlis-e-Amal (alliance de différents partis de 2002 à 2007)
  - Jamaat-e-Islami
  - Jamiat Ulema-e-Islam

### Turquie
- Parti de la vertu
- Parti du bien-être
- Parti de la félicité

## Europe

### Belgique
- Islam (parti politique belge) (créé en 2012)
- musulmans.be (2009-2012)
- Parti jeunes musulmans (2004-2009)
- Parti Citoyenneté et Prospérité (2003-2004)
- Noor (1999-2003)

### France
- Le Parti des musulmans de France (PMF) appelle de ses vœux à « l'union politique des musulmans de France, autour des valeurs et principes qui fondent cette communauté ». Créé le 30 avril 1997 à l'initiative de l'imam Mohamed Ennacer Latreche et habitant à Strasbourg, s'est développé dans d'autres régions de France. Si ce parti est plutôt conservateur au niveau de la morale, il est en revanche assez social dans sa vision économique. Il est connu pour ses oppositions au « sionisme international » et aux « attaques américaines en Irak » à partir de 2003.
- La Nouvelle Union française (NUFR)[1] en 2010, elle se décrit comme un parti politique ayant pour vocation d’intervenir dans le débat public et être force de proposition dans tous les thèmes de la société française et internationale en s’appuyant sur la morale musulmane.
- Parti démocrate musulman, « formé à Béziers en 2009 et qui ne montre plus signe de vie depuis 2011 »[2].
- Le parti égalité et justice (PEJ), parti islamo-conservateur crée en 2015 et lié à l'AKP turc.
- L'Union des démocrates musulmans français (UDMF) a participé à plusieurs élections depuis 2014. Classé à gauche ou au centre gauche de l’échiquier politique, il est au centre de plusieurs polémiques en raison d’accusations de communautarisme et d'islamisme que des acteurs de la vie politique et médiatique émettent à son propos.